# 聖佩德羅德波阿斯區
聖佩德羅德波阿斯區（西班牙語：San Pedro de Poás），是哥斯達黎加的一個區，位於該國西北部阿拉胡埃拉省，面積17.90平方公里，海拔高度1,148米，2010年人口6,913，人口密度每平方公里386.2人。